# لورا پی. اسپینادل
لورا پی. اسپینادل (انگلیسی: Laura P. Spinadel؛ زادهٔ ۷ ژوئیهٔ ۱۹۵۸) معمار، طراح شهر، نویسنده، مربی و مدرس اهل آرژانتین است.

## آموزش و تدریس
اسپینادل در رشته معماری دانشگاه بوئنوس آیرس تحصیل کرده‌است. مادر او، ورا دبلیو د اسپینادل یک ریاضیدان آرژانتینی بودو پدر او، اریکو اسپینادل یک مهندس اتریشی است که در مسائل مربوط به انرژی باد در جهان برجسته است.